# Grupo Manía
Grupo Manía (aussi stylisé Grupomanía ou GrupoManía) est un groupe portoricain de merengue.

## Histoire
Grupo Manía sort son premier album en 1993. Le groupe est formé par les frères Héctor et Oscar Serrano ainsi que par Edwin Serrano et Alfred Cotto au début des années 1990. En 1994, Edwin Serrano est remplacé par Elvis Crespo avant de sortir leurs albums. En 1997, Crespo décide de quitter le groupe et de poursuivre une carrière solo. Il est remplacé en 1998 par Reynaldo Santiago, qui avait déjà chanté avec Zona Roja, un autre groupe de merengue très populaire à l'époque. Le groupe est certifié disque d'or avec certains de ses albums et est considéré comme l'un des meilleurs du genre.
Au tournant du millénaire, le groupe connait une certaine polémique lorsque Héctor Serrano, le manager du groupe, renvoie Cotto et Santiago pour de prétendus problèmes de discipline. Cotto et Santiago forment ensuite Grupo Starz, tandis que Serrano les remplace par Alex Rivera et Juan Luis Guzman.
Le groupe continue à sortir de nouveaux albums et des compilations, notamment : Se Pegó La Manía (2009), un album live Lo Que Le Gusta A Mi Gente (2011) et l'album de collection du 20e anniversaire du groupe Poderoso (2013). Ce dernier est le dernier album à inclure des performances des anciens membres Oscar Serrano et Alfred Cotto.
En 2015, Oscar Serrano annonce son départ du groupe pour poursuivre une carrière solo. Cette décision suscite une vive polémique, car Serrano faisait partie du groupe depuis sa création en 1992 et était considéré comme le « cœur et l'âme » de Grupo Mania.
Grupo Mania sort le single Te Vi, qui mettait en scène Banchy Serrano et Alfred Cotto, les deux seuls membres restants du groupe. Le single reçoit de bonnes critiques, de nombreux fans estimant que le groupe semblait revenir à ce qu'il avait fait auparavant et qui avait fait son succès. Plus tard, Cotto, un autre membre original (qui avait quitté le groupe des années plus tôt pour y revenir plus tard), annonce quitter également le groupe pour poursuivre une carrière solo. Cotto déclare que sa décision de quitter le groupe était fondée sur des accords que le propriétaire du groupe, Banchy Serrano, n'avait pas respectés.
Le groupe annonce son 16e album studio Los Conquistadores pour le 29 novembre 2019. Cependant, pour des raisons inconnues, l'album n'est disponible sur aucune plateforme numérique, ni dans aucun magasin en copie physique à la date de sortie annoncée, bien que le groupe ait affirmé sur les médias sociaux qu'il était « disponible maintenant ». Le groupe annonce ensuite sur les médias sociaux qu'il avait un « retard » en raison de la date de sortie de l'album pour le Black Friday, et qu'il s'attendait à ce qu'il soit disponible « d'un jour à l'autre ». Il sort finalement le 5 décembre 2019 sur les plateformes numériques, telles que Spotify et iTunes.

## Discographie
- 1993 : A Bombazo... Sí!
- 1995 : Dance Manía
- 1996 : Está de Moda
- 1997 : Alto Honor
- 1998 : The Dynasty
- 1999 : Masters of the Stage
- 2001 : 2050
- 2002 : Latino
- 2003 : Hombres de Honor
- 2005 : La Hora de la Verdad
- 2008 : 15 años de corazón
- 2009 : Se Pegó la Manía
- 2013 : Poderoso
- 2016 : La Marca
- 2019 : Los Conquistadores